# ハリー・ホワイト (騎手)
ハリー・ホワイト（英: Harry White、1944年 - 2022年10月21日）は、オーストラリアの元騎手。オーストラリアのリーディングジョッキーの1人であり、特に70年代に活躍した。

## 来歴
「カップスキング」と呼ばれた調教師バート・カミングスの馬の騎乗を行った。メルボルンカップでは、カミングスのティンクビッグ（2回）とハイパーノ、ジョージ・ハンロンのアーウォンの計4度勝利している。
長距離の競走での判断と、レースの重要さに関わらずレース前には騎手のための部屋で睡眠をとることで有名であった。スプリントレースの記録には3度のニューマーケットハンディキャップ、3度のオークレイプレート、3度のフューチュリティステークス (オーストラリア)などがある。
1995年に引退し、妻Laurisと3人の子供Karen、Dean、Brentとともにビクトリア州のGisborneにある200ヘクタールの肉牛農場に住んでいた。
晩年は多発性硬化症となり闘病していたが、2022年10月21日、死去した。78歳没。

## 賞
2003年、オーストラリア競馬殿堂に選出された。